# Lạng Sơn (Provinz)
Lạng Sơn (Hán tự: 諒山) ist eine  Provinz von Vietnam. Sie liegt im Nordosten des Landes in der Region Nordosten. Die Provinz grenzt im Osten an China.

## Bezirke
Lạng Sơn gliedert sich in 11 Bezirke, darunter die gleichnamige Provinzstadt (thành phố trực thuộc tỉnh) Lạng Sơn sowie 10 Landkreise (huyện):
- Tràng Định
- Văn Lãng
- Văn Quan
- Bình Gia
- Bắc Sơn
- Hữu Lũng
- Chi Lăng
- Cao Lộc
- Lộc Bình
- Đình Lập

Koordinaten: 21° 45′ N, 106° 30′ O